# طواف لومبارديا 2015
طواف لومبارديا 2015 هو سباق دراجات هوائية أقيم بتاريخ 4 أكتوبر 2015، تكون السباق من مرحلة واحدة وامتدّ لمسافة 245 كم، استغرق السباق 6 ساعة 16 دقيقة 28 ثانية. فاز به الإيطالي فينتشينزو نيبالي وحلّ ثانيا الإسباني دانييل مورينو بينما حصل على المركز الثالث الفرنسي تيبو بينو.

## الترتيب
| م                     | الدرّاج           | البلد   | الزمن                    |
| --------------------- | ---------------- | ------- | ------------------------ |
| الفائز بالترتيب العام | فينتشينزو نيبالي | إيطاليا | 6 ساعة 16 دقيقة 28 ثانية |
| الثاني                | دانييل مورينو    | إسبانيا |                          |
| الثالث                | تيبو بينو        | فرنسا   |                          |

## روابط خارجية
- طواف لومبارديا 2015 على موقع إحصائيات الدراجات الإحترافية (الإنجليزية)